# Deutsch-Tschechischer Zukunftsfonds
Der Deutsch-Tschechische Zukunftsfonds (DTZF) ist ein 1997 gegründeter Stiftungsfonds, der im Rahmen der deutschen Wiedergutmachungspolitik durch die Förderung gemeinsamer deutsch-tschechischer Projekte die Zusammenarbeit zwischen Deutschen und Tschechen unterstützt und zum besseren gegenseitigen Kennenlernen und zur Stärkung freundschaftlicher Beziehungen beiträgt. Der Zukunftsfonds hat bis einschließlich 2022 mehr als 13.000 Projekte mit einem Gesamtfördervolumen von knapp 75 Millionen Euro unterstützt.

## Geschichte
Der Deutsch-Tschechische Zukunftsfonds wurde am 29. Dezember 1997 als Stiftungsfonds in Prag gegründet. Entstanden ist er als Ergebnis der Deutsch-Tschechischen Erklärung vom 21. Januar 1997, in der beide Länder vereinbart hatten, Aktivitäten von gemeinsamem Interesse zu unterstützen. Das ursprüngliche Stiftungsvermögen betrug knapp 85 Millionen Euro.
In den ersten zehn Jahren seiner Existenz übernahm der Deutsch-Tschechische Zukunftsfonds eine Schlüsselrolle bei der Entschädigung tschechischer NS-Opfer. In den Jahren 1998–2008 wurde ihnen rund 45 Millionen Euro aus dem Stiftungsvermögen ausgezahlt. Die Auszahlungen aus diesem Programm sind bereits beendet.
In den Jahren 2000 bis 2006 verwaltete der Zukunftsfonds auch die Auszahlungen im Rahmen der Entschädigung tschechischer Opfer von Zwangsarbeit und weiteren NS-Unrechts, in Zusammenarbeit mit der deutschen Stiftung Erinnerung, Verantwortung, Zukunft (EVZ).
Gegenwärtig widmet sich der Zukunftsfonds der Förderung gemeinsamer deutsch-tschechischer Projekte, die die Menschen beider Länder zusammenführen, Begegnungen ermöglichen und das gegenseitige Kennenlernen wie die Zusammenarbeit vertiefen. Darüber hinaus setzt der Fonds einige Eigenprojekte um. Das durchschnittliche jährliche Fördervolumen des Fonds beträgt rund 3,6 Millionen Euro und verteilt sich im Schnitt auf 600 Projekte pro Jahr.

## Fördermöglichkeiten
Der Deutsch-Tschechische Zukunftsfonds trägt finanziell zur Realisierung von Aktivitäten in folgenden Bereichen bei:
- Jugend und Schule
- Kultur
- Dialog und wissenschaftliche Projekte
- Publikationen
- Renovierung von Baudenkmälern
- Soziale Projekte und Unterstützung von Minderheiten
- Partnerschaften von Gemeinden und Bürgervereinen
- Stipendien

### Förderbedingungen
Finanzielle Unterstützung vom Deutsch-Tschechischen Zukunftsfonds können Antragsteller für ein Projekt erhalten, das sie gemeinsam mit einem tschechischen bzw. deutschen Partner umsetzen. Antragsteller oder Projektpartner können ggf. auch Einzelpersonen sein. Die Projektdauer sollte ein Jahr nicht überschreiten. Ausnahmen sind Projekte zur Renovierung von Baudenkmälern, deren Realisierung bis zu zwei Jahre in Anspruch nehmen kann. Der Zukunftsfonds fördert keine Projekte mit kommerzieller Ausrichtung und unterstützt keine laufenden Betriebskosten. Der beim Zukunftsfonds beantragte Zuschuss darf maximal 50 % der Gesamtkosten des Projektes ausmachen. Diese Maximalförderung ist Projekten vorbehalten, die sich durch ihre besondere Qualität der partnerschaftlichen Zusammenarbeit und/oder ihren innovativen Charakter auszeichnen. Die restliche Finanzierung des Projektes muss aus anderen und/oder eigenen Quellen geleistet werden.
Bei Sonderausschreibungen wie etwa dem „Thema des Jahres“ kann die Förderung bis zu 70 % der gesamten Projektkosten ausmachen.
Antragsfristen
Es gibt vier Antragsfristen pro Jahr, jeweils zum Ende eines Quartals (Ausnahme sind Projekte aus den Bereichen Baudenkmäler und Stipendien, die eigene Antragsfristen haben). Der Antrag muss bis spätestens drei Monate vor Projektbeginn eingereicht werden. Über die Förderung von Aktivitäten aus dem Jugend- und Schulbereich kann über das Sonderförderprogramm Auf geht’s auch in einem beschleunigten Verfahren entschieden werden.
Förderschwerpunkt „Thema des Jahres“
Jedes Jahr reagiert der Zukunftsfonds auf die aktuelle gesellschaftliche Situation in beiden Ländern. Bis zu 70 % der gesamten Projektkosten können Antragsteller für Aktivitäten erhalten, die sie im Rahmen des Jahresthemas umsetzen.
Das „Thema des Jahres“ 2023 trägt den Titel Bloß nicht durchdrehen – gemeinsam sind wir stark!. Um Förderung können sich deutsch-tschechische Projekte bewerben, die durch persönliche Begegnungen zur Resilienz des Einzelnen und der Gesellschaft beitragen.

## Ausgewählte langfristige Projekte des Zukunftsfonds
Deutsch-Tschechisches Gesprächsforum
Das Deutsch-Tschechische Gesprächsforum ist eine Plattform, in deren Rahmen sich Deutsche und Tschechen regelmäßig treffen und über aktuelle gesellschaftliche Themen diskutieren. Ihr Ziel ist es, den Dialog und die Einbeziehung der unterschiedlichsten gesellschaftlichen Gruppen zu unterstützen, die sich für eine enge und gut funktionierende Partnerschaft beider Länder einsetzen. Der Höhepunkt der gemeinsamen Aktivitäten ist die Jahreskonferenz, an der alljährlich aktive Bürger, Politiker, Wissenschaftler, Journalisten und Wirtschaftsvertreter aus beiden Ländern teilnehmen.
Die Gründung des Gesprächsforums ist in der Deutsch-Tschechischen Erklärung von 1997 verankert worden.

### Deutsch-tschechischer Journalistenpreis
Den Deutsch-tschechischen Journalistenpreis schreibt der Deutsch-tschechische Zukunftsfonds in Zusammenarbeit mit den Journalistenverbänden Deutschlands (DJV) und Tschechiens (Syndikat novinářů) aus. Ausgezeichnet werden Journalisten, die differenziert und klischeefrei über das Nachbarland informieren und so zum besseren Verständnis zwischen Deutschen und Tschechen beitragen.
Mit der Sonderauszeichnung für langfristige, herausragende journalistische Tätigkeit werden Journalisten oder journalistische Formate ausgezeichnet, die sich über einen längeren Zeitraum und auf besondere Weise um eine differenziertere Berichterstattung über das Nachbarland und/oder das gemeinsame Zusammenleben von Deutschen und Tschechen in Europa verdient gemacht haben.

### Entschädigung von NS-Opfern
Die erste und wichtigste Aufgabe des Zukunftsfonds in den ersten Jahren seiner Existenz war die Entschädigung tschechischer Opfer des Nationalsozialismus.
Federführend bei der Erarbeitung des Entschädigungsprojekts (offiziell: Projekt humanitärer Hilfe für Opfer nationalsozialistischer Gewalt, das sogenannte Sozialprojekt) waren insbesondere Vertreter der Opfer aus dem Tschechischen Verband der Freiheitskämpfer sowie der Föderation der jüdischen Gemeinden erarbeitet. Dadurch war garantiert, dass die Form der Entschädigung deren tatsächlichen Bedürfnissen entsprechen würde. Das Projekt wurde auf der ersten Sitzung des Verwaltungsrats des Zukunftsfonds verabschiedet.
Auf diese Weise erhielten die Opfer der härtesten Repressionen (Häftlinge nationalsozialistischer Konzentrationslager, Straflager oder anderer Hafteinrichtungen, aber auch die, die sich in unmenschlichen Bedingungen vor Verfolgung versteckt hatten) direkte finanzielle Unterstützung. Die Zahlungen waren für Bürger der Tschechischen Republik bzw. ehemalige Bürger der Tschechoslowakei jedweder Nationalität und auch mit Wohnort im Ausland bestimmt, sofern sie bis dahin noch nicht auf der Grundlage der deutschen Gesetzgebung entschädigt worden waren.
In Übereinstimmung mit der Deutsch-tschechischen Erklärung wurden zu diesem Zweck 90 Millionen deutsche Mark ausgezahlt (und somit der Großteil des Stiftungsvermögens des Zukunftsfonds, das beide Regierungen in diesen eingezahlt hatten). Das Entschädigungsprojekt war auf zehn Jahre angelegt. Während dieser Zeit wurde berechtigten Personen jährlich eine Summe ausgezahlt, über die sie nach ihren Bedürfnissen und ihrer eigenen Einschätzung verfügen konnten, um ihre soziale und gesundheitliche Situation zu verbessern.
1998 erhielten mehr als 7000 Personen im Rahmen des Sozialprojektes eine erste Entschädigungsrate ausgezahlt. Die letzte Rate nahmen im Jahr 2007 etwa 3500 der damals noch lebenden NS-Opfer entgegen.

### Entschädigung tschechischer Zwangsarbeiter
Der Weg hin zur Entschädigung von Personen, die während des Zweiten Weltkriegs zur Zwangsarbeit gezwungen wurden, öffnete sich in den 1990er Jahren. Den Impuls gaben Sammelklagen in den USA gegen deutsche Firmen, die im Krieg KZ-Insassen zur Zwangsarbeit verpflichtet hatten. Drohende Gerichtsprozesse und eine breite mediale, politische und wirtschaftliche Kampagne gegen deutsche Firmen in Übersee sowie die entgegenkommendere Haltung der neuen Regierungskoalition öffneten im Jahr 1998 den Weg zur Entschädigung der von Sklavenarbeit betroffenen Häftlinge und ziviler Zwangsarbeiter.
An den internationalen Verhandlungen in den Jahren 1999 und 2000 nahm auch die Tschechische Republik teil. Von der Gesamtsumme in Höhe von 10 Milliarden DM, die der deutsche Staat und deutsche Firmen in die neu geschaffene Stiftung „Erinnerung, Verantwortung und Zukunft“ einzahlten, entfielen 423 Millionen auf die Opfer aus der Tschechischen Republik. Diese Mittel sollten in erster Linie unter den Opfern von Sklaven- und Zwangsarbeit aufgeteilt werden. Unter bestimmten Bedingungen konnte eine Zahlung auch anderen Opfergruppen gewährt werden. In der Tschechischen Republik konnten so zum Beispiel verfolgte Verwandte ermordeter Opfer rassistischen und politischen Terrors, verfolgte Roma oder versteckte Personen eine Zahlung erhalten.
Der Deutsch-Tschechische Zukunftsfonds wurde zur Partnerorganisation der Stiftung „Erinnerung, Verantwortung und Zukunft“. Im Jahr richtete er eine eigene Arbeitsstelle ein, das „Büro für die Opfer des Nationalsozialismus“, das die Auszahlung von Entschädigungszahlungen in der Tschechischen Republik verwaltete. In den Jahren 2001–2006 zahlte der Zukunftsfonds Entschädigungssummen an 75.769 (von insgesamt 110.624) Antragsteller aus, die auf deutschem Gebiet Zwangsarbeit geleistet hatten. Weiter bearbeitete der Zukunftsfonds 11.798 Anträge von Personen, die gefangen gehalten oder als Zwangsarbeiter eingesetzt worden waren oder auf dem heutigen Gebiet der Republik Österreich andere Schäden/Beeinträchtigungen erlitten hatten und gewährte auf deren Grundlage 10.964 Antragstellern eine Zahlung. Dies geschah im Auftrag des Rats für NS-Opfer, der Partnerorganisation des österreichischen Fonds „Versöhnung, Frieden und Zusammenarbeit“.
Insgesamt zahlte der Zukunftsfonds im Rahmen des deutschen und österreichischen Entschädigungsprogramms Mittel in Höhe von 8 Milliarden Kč aus (auf der Grundlage von 86.925 Anträgen).